# Vescles
Vescles é uma comuna francesa na região administrativa de Borgonha-Franco-Condado, no departamento de Jura. Estende-se por uma área de 20,27 km². Em 2010 a comuna tinha 199 habitantes (densidade: 9,8 hab./km²).